# Siloksany

Siloksan cykliczny

Siloksany – związki chemiczne, w strukturze których atomy krzemu połączone są wiązaniami kowalencyjnymi z atomami tlenu, tworząc łańcuch −O−Si−[O−Si]n−O−Si−. Do atomów krzemu przyłączone mogą być atomy wodoru lub grupy węglowodorowe (alkilowe lub arylowe). 
Alkilo- i arylosiloksany są związkami krzemoorganicznymi nazywanymi silikonami. Pojedynczy element łańcucha ma postać:
gdzie R oznacza podstawnik, na przykład −H, −CH3, −C2H5.
Słowo siloksany jest zbitką wyrazową utworzoną od silicon (z ang. krzem), oxygen (z ang. tlen) i alkany.
Znalazły zastosowanie w przemyśle kosmetycznym (do produkcji dezodorantów, pomadek, kremów, mydeł), spożywczym (jako konserwanty), do zabezpieczania antyadhezyjnego szyb samochodowych. W przemyśle chemicznym są surowcem do produkcji silikonów, które uzyskuje się z siloksanów na drodze polimeryzacji.